# Avenue Foch
Avenue Foch (Fochova avenue) je ulice v Paříži. Nachází se v 16. obvodu. Se svými 120 m šířky je nejširší ulicí v Paříži.

## Poloha
Ulice začíná na náměstí Place Charles-de-Gaulle a končí na náměstí Place du Maréchal-de-Lattre-de-Tassigny u křižovatky s Boulevardem Lannes. Ulice je orientována zhruba od východu na západ.

## Historie
Ulice byla otevřena v roce 1854 pod názvem Avenue de l'Impératrice (avenue Císařovny) na počest Evženie de Montijo, manželky Napoleona III., později se nazývala po generálu Uhrichovi Avenue du Général-Uhrich a po pádu Druhého císařství byla v roce 1875 přejmenována na Avenue du Bois-de-Boulogne podle sousedícího Boulogneského lesa. Dne 29. března 1929 byla avenue pojmenována na počest generála a francouzského maršála Ferdinanda Focha, který zemřel toho roku. Během okupace Paříže se nazývala Avenue Boche.

## Významné stavby
- Č. 12: městský palác Hôtel de Breteuil z roku 1902, sídlo Irského velvyslanectví ve Francii
- Č. 19: palác Hôtel Ephrussi de Rothschild, který nechal vystavět bankéř Maurice Ephrussi (1849-1916) a jeho žena Béatrice rozená Rothschild (1864-1934). Dnes sídlo velvyslance Angoly ve Francii.
- Č. 34: palác Hôtel Blumenthal z roku 1900.
- Č. 72: soukromá rezidence sultána ibn Abd al-Azíze.

- Palais Rose postavený v letech 1896-1902 byl zbořen v roce 1969.